# Pučki list
Pučki list bile su splitske novine koje su izlazile u vremenu od 1891. do 1922. godine. U početku su bile namijenjene seljacima Splita i okolice te radnim ljudima srednjodalmatinskog područja. List je bio južnoslavenski orijentiran i pomogao je buđenju nacionalne svijesti. Kao polumjesečnik počeo je izlaziti na blagdan sv. Duje, 7. svibnja 1891. u opsegu od osam stranica. Izlazio je svake prve i treće subote u mjesecu, a stanka u djelovanju bila je u vremenu od početka 1916. do 9. listopada 1918. Zadnji broj izašao je u siječnju 1922. godine.
Iako se zasluge pripisuju svim suradnicima lista, najveće pripadaju Jurju Kapiću koji je u nekim brojevima gotovo sam ispunjavao sve stranice, te bio osnivač, uz don Franu Ivaniševića.:str. 48. i 50. Uredništvo je okupljalo ondašnje istaknute publiciste i stručnjake: don Franu Bulića, don Franu Ivaniševića, dr. Ivana Bulića, dr. Srećka Karamana, prof. Miroslava Alačevića, Marka Vrsalovića i druge.:str. 34. Prvi vlasnik i odgovorni urednik bio je Marko Pilić. Od 6. svibnja 1892. dužnost je preuzeo Marko Lubin, pa zatim od 1895. Jure Rosić, a od prvoga broja 1901. do prestanka izlaženja Jure Kapić. List se u početku tiskao u tiskari A. Zannonija, od 1897. u Narodnoj tiskari, te od 1907. u Leonovoj tiskari. Od 13. broja 1908. ponovno se tiska u Narodnoj tiskari, da bi se od prvoga broja 1918. tiskao u Leonovoj tiskari.:str. 48. Tehnički gledano list je bio skroman, s rijetkim reprodukcijama linoreza ili bakroreza ili poneke fotografije, često nečitka tiska i uz nerijetke tiskarske pogreške.:str. 51.
Od početka je izlazio na štokavsko-ikavskom narječju, da bi od broja od 17. rujna 1896. prešao na štokavsko-ijekavsko. Povod tome bilo je pismo upućeno iz Župe dubrovačke na što je uredništvo odgovorilo da će se Pučki list u 1895. „malo po malo izjednačiti... sa općenitim načinom pisanja”. Kao razloge za to spominje se i „da valja voditi računa o ijekavskim krajevima, a osim toga ijekavski se govor u školi uči”.:str. 51.-52. Sadržaj lista većim dijelom bili su poučni članci, stihovi i pjesme skupljene iz naroda, a u drugom, manjem, bile su rubrike: Što je nova po svitu, Po našim stranam, U Splitu, Mudre poslovice, pitalice, zagonetke, Šale, Za kuću, O Litini - trgovini, Svašta pomalo, te Poruke i odgovori. Osim što se Pučki list bavio sakupljanjem pučkih pjesama, pripovijetki i ostalog stvaralaštva, pozivao je i suradnike da sami pjevaju o starim i suvremenim temama, pod uvjetom da su poučni i pristupačnog jezika.:str. 51.-53.
Zbog iznimne popularnosti u narodu, naklada lista rasla je iz broja u broj. Tako se u svibnju 1891. tiskao u nakladi od 2000 primjeraka, a do prosinca iste godine dosegao je nakladu od 4000 primjeraka. Godine 1896. izlazi u 6000 primjeraka, a 1903., 1904. i 1911. naklada dostiže 8000 primjeraka. Znatan broj naklade odlazio je iseljenicima u Ameriku i Novi Zeland, 1910. godine se radilo o 748 primjeraka.:str. 50.-51. List je bio u više navrata cenzuriran te su izbacivani tekstovi koji nisu bili po volji ondašnjih vlasti.:str. 55. i 59.
Zbog nagomilanih financijskih problema, list je prestao izlaziti zaključno s prvim brojem u siječnju 1922., nakon punih 29 godina izlaženja.:str. 65.